# 魏允枚
魏允枚（1631年—1671年），字卜臣，號功父，浙江嘉興府嘉善縣人，清朝政治人物、詩人。

## 生平
魏學濂之子，魏允柟從弟。順治五年（1648年）戊子科浙江鄉試舉人，康熙十年（1671年）以疾卒。著有《楚游集》。